# Hybrid WorkSpace
Hybrid WorkSpace (1997) war ein temporäres Labor in der Orangerie in Kassel auf der documenta X.
Das Konzept für Hybrid WorkSpace ist von Eike Becker, Geert Lovink/Pit Schultz, Micz Flor, Thorsten Schilling, Heike Föll, Moniteurs, Thomas Kaulmann und Anderen. Es wurde von Catherine David, Klaus Biesenbach, Hans Ulrich Obrist und Nancy Spector initiiert.
Im documenta hybrid workspace waren elf Gruppen eingeladen, die jeweils zehn Tage lang zu einem selbstgewählten Thema arbeiteten.
Die Orangerie wurde zu einem offenen Medienstudio umgestaltet. Aufgabe dieses Medienstudios war das Erstellen, Sammeln, Anwählen, Verknüpfen, Wiederaufnehmen und Verteilen von Informationen. Gegenstand waren vorwiegend soziale, politische und kulturelle Fragestellungen. Hybrid WorkSpace gab Möglichkeit für Kommentar, Interview, Diskussion und zur Präsentation der entstandenen Datenobjekte. Die Distribution außerhalb der Orangerie fand durch Druckerzeugnisse, Internet und Radiosendungen statt. Die Hybrid WorkSpace verknüpfte die von außen eingebrachten Materialien mit den vorhandenen. Geografisch entfernte Teilnehmer konnten so an der Auseinandersetzung teilhaben.
1998 wurde der Hybrid WorkSpace auf der Berlin Biennale fortgesetzt.